# Svea ingenjörkår
Svea ingenjörkår (Ing 1) var ett ingenjörförband inom svenska armén som verkade i olika former åren 1855–1997. Förbandsledningen var förlagd i Almnäs garnison i Södertälje.

## Historia

### Bildandet
Förbandet har sitt ursprung i Sappörkompaniet, som bestod av 125 man och som sattes upp på Östermalm i Stockholm 1855, och var till en början värvat, men tillfördes från 1885 beväring. Snoilskyska gården eller Norra kasern var ursprungligen en malmgård som byggdes 1738. Kronan köpte gården 1811 av kaptenen Gustaf Snoilsky, som var farfader till skalden. Kasernen rymde vintertid 372 man och var därmed fullt tillräckligt för kompaniets 120 man. Det var en enkel förläggning med stora sanitära brister, som kompaniet disponerade. Den största nackdelen från kompaniets synpunkt var det stora avståndet till Hovjaktvarvet där kompaniet hade sin huvudsakliga verksamhet. Efter 10 månader 1856 lämnades förläggningen på Östermalm och kasernerna på Kungsholmen vid Hovjaktvarvet togs i bruk. Hösten 2005 sattes en minnestavla upp på Norra kasern i samband med högvaktsavlösning mellan Göta ingenjörregemente (Ing 2) och Norrlands ingenjörkompani.
Hovjaktvarvet på Kungsholmen kom att bli den plats där Ing 1 var förlagt under den längsta delen av sin tillvaro, nämligen från 1856 till 1922. Jaktvarvet var beläget söder om  Hantverkargatan och mellan Polhemsgatan och S.t Eriksgatan. På platsen hade tidigare det Kungliga Hovjaktvarvet varit förlagt under 150 år. I dag finns endast en minnessten och namnen Pontonjärgatan och Pontonjärparken som minner om förläggningen där.
År 1864 tillfördes ett kompani, och förbandet kom då att benämnas Sappörkåren. Vid uppsättandet av ett tredje kompani 1867 namnändrades enheten till Pontonjärbataljonen. Pontonjärbataljonen var förlagd till Kungsholmen i Stockholm och hade till huvudsaklig uppgift krigsbroslagning. År 1871 tillfördes ett fältsignalkompani som bataljonens fjärde kompani. Bataljonen namnändrades 1893 till Svea ingenjörbataljon (SIB), samtidigt som ett fjärde ingenjörkompani sattes upp, genom delning. 
År 1902 ändrades namnet till Svea ingenjörkår (IK 1) varvid fälttelegrafkompaniet bildade stommen till det nyuppsatta Fälttelegrafkåren (IK 3). Förbandet ändrade efter några år beteckning till Ing 1. Under åren 1902-1904 avdelades stammanställt manskap, befäl och officerare till 1. ingenjörkompaniet, sedermera Bodens ingenjörkår (Ing 4). Ing 1 var förlagd till Stockholm men 1908 förlades kårens fästningsingenjörkompani till Vaxholms och Oskar-Fredriksborgs fästningar. Svea ingenjörkår flyttade 1922 till Frösunda norr om Stockholm, från start i Frösundavik och från 1958 även i Lilla Frösunda. Svea ingenjörkår omorganiserades 1957 och fick regementsstatus under namnet Svea ingenjörregemente (Ing 1). 

### Flytten till Södertälje
Inför försvarsbeslutet 1958 föreslog regeringen för riksdagen bland annat att Upplands regemente (I 8) och Östgöta luftvärnsregemente (Lv 2) skulle avvecklas som fredsförband, samt att dess kasernetablissement skulle övertas av två Stockholmsförband, Signalregementet (S 1) respektive Svea artilleriregemente (A 1). Bakgrunden till förslaget var att bland annat att det fanns en önskvärdhet att minska antalet fredsförband i Stockholmsregionen. Det i syfte som ett önskemål från det civila samhället att få disponera försvarets mark på Järvafältet för bostadsbebyggelse och andra civila ändamål. År 1962 fick fortifikationsförvaltningen i uppdrag av regeringen att tillsammans med försvarets fastighetsnämnd projektera och utreda nya kasernetablissement ytterligare två Stockholmsförband, Svea livgarde (I 1) och Svea ingenjörregemente (Ing 1). Det efter att staten och samhället ville i huvudsak friställa Järvafältet från militär verksamhet för att möjliggöra fältets användning för civil statlig verksamhet samt för bostadsexploatering. Placering av de nya kasernetablissementen föreslogs uppföras i Upplands-Bro landskommun i Uppsala län respektive 
Turinge landskommun och Östertälje landskommun i Stockholms län. Hösten 1963 antog riksdagen regeringens förslag om markförvärv på de föreslagna platserna. Vilket följdes upp 1964 med ett förslag från regeringen om äskande av ekonomiska medel för att uppföra de två nya kasernetablissementen. Den totala kostnanden för de två kasernetablissementen uppskattades till 308 miljoner kronor, vilket fördelades på 160 miljoner kronor för Svea livgarde och 148 mmiljoner kronor för Svea ingenjörregemente. Arbetet med de nya kasernetablissementen avsågs påbörjas i maj 1964, för att vara färdigställda i den omfattning att de två förbanden skulle kunna flytta in åren 1969 och 1970. Byggnadsarbetena omfattades av en förberedande etapp, samt sju byggnadsetapper. Kasernerna ingick i den fjärde byggnadsetappen, vilken avsågs påbörjas i november 1965. Totalt planerades 13 kaserner att uppföras vid det två nya kasernetablissementen. Där Svea livgarde hade ett planerat behov på 1320 förläggsninplatser fördelat på åtta kaserner. Svea ingenjörregemente hade ett planerat behov på 1125 förläggsninplatser fördelat på fem kaserner.
Utlokaliseringen av förband från Stockholmsområdet kom att ge upphov till den så kallade Stockholmskarusellen. Bland annat beslutades att ingenjörförbanden i Frösunda i Solna, Svea ingenjörregemente (Ing 1), Arméns fältarbetsskola och Ingenjörstruppernas kadettskola, skulle omlokaliseras till Södertälje. Flytten av verksamheten i Frösunda gjorde successivt från att kasernetablissementet i Södertälje stod färdig i slutet av 1969. Regementsledningen flyttade 6 april 1970; den 25 april avtäcktes minnesstenen och regementets fana troppades för sista gången på Frösundavik, som överlämnades till annan myndighet den 1 juli.

### 1974 års regeringsform
I samband med att 1974 års regeringsform trädde i kraft den 1 januari 1975, ändrades namnet från Kungliga Svea ingenjörregemente till enbart Svea ingenjörregemente. Samtidigt fråntogs Konungen den formella rollen som högste befälhavare för krigsmakten, vilket även kom att gälla rollen som förbandschef över gardesförbanden.

### OLLI-reformen
I samband med OLLI-reformen, vilken genomfördes inom försvaret mellan åren 1973–1975, sammanslogs Livgardets dragoner (K 1) med Stockholms försvarsområde (Fo 44) och bildade 1975 försvarsområdesregemente K 1/Fo 44. Detta medförde att Svea ingenjörregemente som ingick i Stockholms försvarsområde kom att bli ett B-förband (utbildningsregemente) och dess mobiliserings- och materialansvar överfördes till Livgardets dragoner, som blev ett A-förband (försvarsområdesregemente).

### Den tänkta flytten till Strängnäs
Inför försvarsutredning 88 stod det klart att skulle fyra brigadproducerande regementen avvecklas. Bakgrunden var att de ekonomiska problem som uppkommit inom försvaret under 1970-talet och 1980-talet kvarstod och rätades ej ut i samband med försvarsbeslutet 1987. Därav begärde regeringen Carlsson en ny utredning från överbefälhavaren Bengt Gustafsson, försvarsutredning 88, om arméns utveckling. Utredning ledde till regeringen föreslog för riksdagen att försvaret de kommande fem åren skulle få fem miljarder kronor mindre i kassan. Denna besparing medförde att regeringen i sin proposition föreslog att armén från den 1 juli 1992 skulle omfattas av 18 brigader, från tidigare 29 brigader. En minskningen som skulle komma att påverka Svea ingenjörregementets framtida utbildningsansvar, då viss utbildning skulle överföras till de brigadproducerande regementena. Därmed föreslog regeringen även att Almnäs garnison skulle lämnas. Svea ingenjörregemente föreslogs omlokaliseras till Strängnäs garnison för att där samlokaliseras från den 1 juli 1992 med Södermanlands regemente (P 10). Vidare föreslogs FN-skolan omlokaliseras till Kungsängens garnison och slås samman med FN-avdelningen hos chefen för armén till ett FN-centrum. Garnisonsområdet i Almnäs föreslogs istället övertas av Försvarets forskningsanstalt (FOA).

### Dödsolyckan
Den 18 juli 1991 inträffade en tragisk dödsolycka längs Tvetavägen (länsväg 516) mellan Nykvarn och Tveta, där en 18-årig Mikael Nilsson avled efter att ha träffats av förlupen kula från Almnäs övnings- och skjutfält. Mikael Nilsson som själv var militär, var hemma på permission från Norrlands signalregemente och kom körandes österut på Tvetavägen, när han träffades av en helmantlad 7,62-kula i tinningen, vilken kom från en skjutövning som var i strid med gällande instruktioner, då en grupp värnpliktiga övade så kallad mejning med kulspruta, utan något bakomliggande skydd. Tre personer från Svea ingenjörregemente åtalades, en major, en fänrik och en sergeant, där tingsrätten fällde sergeanten för vållande till annans död, medan majoren och fänriken fälldes för tjänstefel. Händelsen har ledde till skärpta instruktioner vid skjutövningar, men även har gett upphov till mytbildningar inom försvaret.

### Regementet blir kvar i Almnäs
Inför budgetåret 1991/92 föreslog den socialdemokratiska regeringen att Svea ingenjörregemente i stället skulle avvecklas. Det med bakgrund till att regeringen ansåg att behovet av ingenjörförband i krigsorganisationen kunde tillgodoses vid de återstående ingenjörregementena, Göta ingenjörregemente (Ing 2) och Bodens ingenjörregemente (Ing 3) och vid de brigadproducerande regementena. Inför försvarsbeslutet 1992 kom propositionen att läggas av den nytillträdda regeringen Carl Bildt, vilken föreslog att Svea ingenjörregemente skulle avvecklas den 30 juni 1994. Dock med en skillnad mot den förra regeringens förslag, viss ingenjörutbildning skulle omlokaliseras till Strängnäs garnison. Det tidigare riksdagsbeslutet byggde på en avveckling av hela regementet, nu skulle endast utbildningsbataljon kvarstå och vara en del av Södermanlands regemente.
Våren 1993 presenterade regeringen en kompletteringsproposition inför statsbudgeten för budgetåret 1993/94. I propositionen föreslog regeringen nu istället att Svea ingenjörregemente skulle kvarstå i Almnäs. Det med anledning av att en utredning hade föreslagit att Försvarets internationella centrum skulle kvarstå i Almnäs. Utredningen ansåg det mindre lämpligt att flytta Försvarets internationella centrum från Stockholmsområdet. Vidare ansåg utredningen att Försvarets internationella centrum på kort sikt skulle komma att konkurrera med krigsförbanden i Kungsängen om resurser och på lång sikt ansågs inte resurserna i Kungsängen räcka till. Att låta Försvarets internationella centrum med dess utbildning kvarstå i Almnäs, ansågs inte konkurrera med utnyttjande av resurser inom garnisonen eller övningsfält. Därmed ändrades det tidigare beslutet Svea ingenjörregemente kvarstod i Almnäs. Dock med en skillnad, Svea livgarde (I 1/Fo 44) gavs det övergripande ansvaret för stödproduktionen. Även om Svea ingenjörregemente skulle komma att kvarstå i Försvarsmaktens grundorganisation, så kom det att reduceras till en kår. Det då försvarsbeslutet angav att samtliga utbildningsregementen som ej uppsatte ett krigsförband i regementesstorlek, ej heller skulle benämnas regemente. Regeringen ansåg att grundorganisationen skulle spegla krigsorganisationen. I samband med detta reducerades regementet den 1 juli 1994 till kår och återfick sitt gamla namn Svea ingenjörkår (Ing 1).

### Försvarsbesluten
Inför försvarsbeslutet 1996 föreslog regeringen att krigsorganisationen skulle minskas och ett ingenjörförband skulle utgå. Vilket fick regeringen att föreslå att Svea ingenjörkår skulle upplösas och avvecklas. Bakgrunden till regeringens förslag var att det alternativa förbandet, Göta ingenjörkår (Ing 2), var samlokaliserad med enheter för central utbildning och utveckling inom truppslaget. Inför att kåren skulle avvecklas, hölls en officiell ceremoni i Almnäs den 29 augusti 1997. Officiellt upplöstes och avvecklades Svea ingenjörkår den 31 december 1997.
Efter att förbandet upplöstes 1997, kom militäraktivitet fortgå i Almnäs fram till 2004. Det i form av Swedint samt rustningsplats för svenska utlandsstyrkan och högvakten i Stockholm. Sommaren 2004 exercerade de sista soldater på Almnäs, vilka var en högvaktsstyrka ur Norrlands ingenjörbataljon.

## Ingående enheter

### Svea ingenjörkårs kompani i Vaxholm
Svea ingenjörkårs kompani i Vaxholm (Ing 1 V) bildades den 27 oktober 1902 som Svea ingenjörkårs fästningsingenjörkompani. Kompaniets uppgift var att utföra rustningsarbeten vid Vaxholms fästning, så att fästningen kunde hålles i ett så stridsberett skick som möjligt, samt stå för telegraftjänsten inom de permanenta befästningarna. Fästningsingenjörkompaniet förlades den 10 oktober 1908 till Johannesberg i Vaxholm, där ett mindre kasernetablissement uppfördes, vilket kom att kallas Ingenjörkasernen. Den 1 januari 1928 antogs namnet Svea ingenjörkårs kustingenjörkompani. Den 1 januari 1937 antogs namnet Svea ingenjörkårs kompani i Vaxholm. Den 30 september 1939 upplöstes och utgick kompaniet. Dess kasernetablissement kom 1943 att övertas av Stockholms kustartilleriförsvar. År 1997 lämnade Försvarsmakten den så kallade ingenjörkasernen.

## Förläggningar och övningsplatser

### Förläggning
När förbandet bildades 1855 förlades det till Storgatan i Stockholm. Den 26 april 1856 omlokaliserades förbandet till Kungliga Hovjaktvarvet Stockholm, och dess förläggning på Storgatan kom den 1 november 1856 att övertas av Hans Majestät Konungens Norska Garde. År 1868 uppfördes kasernen Pontonjärkasernen vid Jaktvarvet. Den 7 november 1922 hölls en avflyttningsceremoni vid Jaktvarvet, då förbandet omlokaliserades den 30 november 1922 till Frösundavik. Den 1 januari 1957 utökades förbandets förläggning till att även omfatta kasernområdet i Frösunda. Den 25 april 1970 hölls en avflyttningsceremoni, då förbandet omlokaliserades till Almnäs garnison den 1 juli 1970. Inflyttningen i Almnäs hade dock redan påbörjats den 6 april 1970, och den 22 augusti 1970 hölls en inflyttningsceremoni i Almnäs. Kasernetablissementets kanslihus, kaserner och excercishus uppfördes på ett gammalt sätt, det vill säga kring en rektagulär kaserngård, vilka är uppförda med tegelförsedda fasader. Området i Almnäs planerades utifrån miljonprogrammet, där husbyggnadet utgick från automobilisering, hård planering, funktionalism, samt en vilja att komma ifrån den trånga stenstaden som tillsammans med en ekonomiskt snäv ram påverkade miljonprogramhusens utformning. Byggnaderna följer samma stil som de byggnader som uppfördes för Svea livgarde, det vill säga t-formade kaserner med huvudfadaden längs kaserngården och kanslihuset placerad längs kaserngårdens kortsida.
I samband med att kasernetablissementet i Almnäs uppfördes, var tanken att huvudbyggnaden vid Almnäs gård skulle bevaras och byggas om till officersmäss. Men på grund av eftersatt underhåll, samt att byggnaden var i dåligt tekniskt skick, så kom den sommaren 1969 att eldas upp. Av de byggnader som fanns inom godset, 13 torp, 7 arbetarstugor, 1 folkskola, 1 stationshus samt 1 stationsvilla, fanns vid en inventering 1973 endast sex av torpen samt stationshuset kvar.
Efter att förbandet avvecklats den 31 december 1997, kom garnisonsområdet att kvarstå inom Försvarsmakten fram till 2004. Området såldes av Fortifikationsverket till Vasallen, vilka i januari 2012 sålde det vidare till Peab. Drygt en vecka före tillträdet, den 21 maj 2012, eldhärjades en av de före detta kasernbyggnaderna på området och byggnaden brandskadades svårt.

### Detachement
Ing 1 det
Den 15 juli 1920 sattes det upp ett detachement i Östersund för vård av materiel avsedd för Norrlands ingenjörkår (Ing 5), vilket var ett förband som skulle sättas upp efter 1914 års stat. Dock avbröts uppsättningen av förbandet och istället vidtog detachement från Svea ingenjörkår bemanningen med anställd personal och cirka 60 värnpliktiga. Den 31 december 1927 avvecklades detachementet.
Ing 1 K
Den 1 december 1951 överfördes ett redan uppsatt detachement vid Kasernhöjden i Karlstad till Svea ingenjörkår. Detachementet överfördes från Göta ingenjörkår (Ing 2) och gick under benämningen Ing 1 mobiliseringscentral Karlstad, och hade organiserats redan den 18 september 1940. Den 31 augusti 1956 överfördes detachementet till Värmlands försvarsområde (Fo 52).
Ing 1 Ö
Den 1 juli 1945 överfördes ett ingenjörförråd, som tidigare förvaltats av Jämtlands fältjägarregemente, till Svea ingenjörkår. Detachementet i Östersunds garnison gick under benämningen Ing 1 mobiliseringscentral Östersund. Den 1 december 1951 överfördes detachementet till Bodens ingenjörregemente (Ing 3).
Ing 1 V/Ö
I samband med att Signalregementet (S 1) omlokaliserades från Solna till Uppsala garnison kom Svea ingenjörkår att överta delar av Signalregementets kasernområde i Frösunda. För att skilja de två kasernområdena åt användes beteckningarna Ing 1 V för Frösunda och Ing 1 Ö för Frösundavik.

### Övningsplatser
Förbandet hade i nedre Dalälven vid Älvkarleby en läger- och övningsplats på ön Laxön, som användes åren 1880–1985. Från 1970 kom förbandet att öva på Almnäs övnings- och skjutfält som låg i direkt anslutning till dess kasernetablissement. Den 1 juli 1994 övergick förvaltningen av övnings- och skjutfältet till Svea livgarde.

## Heraldik och traditioner

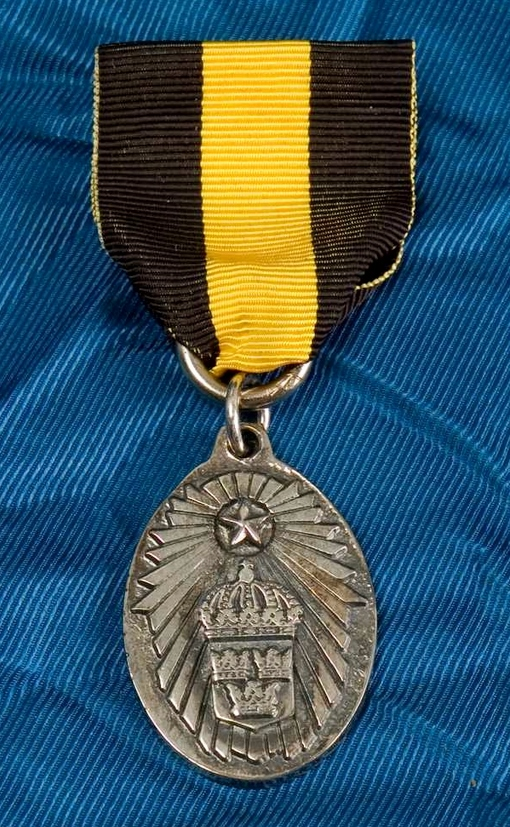
Minnesmedalj m/1997.

Vid Fortifikationens 300-årsjubileum den 26 september 1935 överlämnade kung Gustav V förbandsfanan till Svea ingenjörkår. I samband med att Svea ingenjörkår upphörde överlämnades fanan till Norrlands ingenjörkår. Vid avvecklingen instiftades Svea ingenjörkårs minnesmedalj (m/1997) i silver (SveaingMSM). Traditionsansvaret för Svea ingenjörkår överfördes i samband med avvecklingen till Norrlands ingenjörkår (Ing 3). Från 2005 förs Svea ingenjörkår traditioner förs av Göta ingenjörregemente (Ing 2) och vid Norrbottens regemente (I 19) bevaras minnet av Ing 1 och Ing 3 genom ceremonier bland annat minolyckan vid Paalovaara 1944.

### Kamratförening
Vid Svea ingenjörkår bildades den 17 september 1932 kamratföreningen Sveaingenjören. Kamratföreningen är en ideell förening och har som syfte att länk mellan personal som tjänstgjort som anställd eller värnpliktig vid Svea ingenjörkår, vidare vårdar föreningen förbandets minne och traditioner.

## Förbandschefer
Verksamma regementschefer samt bataljon- och kårchefer åren 1878–1997.

- 1878–1881: Wilhelm Stolpe
- 1881–1887: Hjalmar Stålhane
- 1887–1897: Adolf Leonard Billmanson
- 1897–1900: Elis Gustaf Pontus Sallberg
- 1900–1904: Nils Gustaf Stedt [g]
- 1904–1910: Georg Frans Herman Julius Juhlin-Dannfelt
- 1910–1915: August Fredrik Thorssell
- 1915–1915: Hjalmar Ertman Smitt
- 1916–1920: Erik Conrad Erikson
- 1920–1924: Karl Amundson
- 1924–1926: Erik Bjuggren
- 1926–1931: Gustaf Julius Rabe
- 1931–1934: Sven Alin
- 1934–1941: Sven Eberhard Tydén
- 1941–1941: Gunnar Edward Ström
- 1941–1948: Anders Walter Graumann
- 1948–1953: Wilhelm Gottlieb Dahlgren
- 1953–1959: Axel Welin
- 1959–1965: Nils Rabe
- 1965–1969: Åke Bernström
- 1969–1975: Kåre Svanfeldt
- 1975–1981: Anders Jonsson
- 1981–1982: Bengt Gustafsson
- 1982–1984: Sven-Erik Nilsson
- 1984–1989: Lars-Åke Persson
- 1989–1989: Göran De Geer
- 1989–1990: Björn Falkenström [h]
- 1990–1994: Björn Falkenström
- 1994–1997: Christer Wulff

## Namn, beteckning och förläggningsort
| Kungl. Sappörkompaniet        | 1855-??-?? | – | 1864-??-?? |
| Kungl. Sappörkåren            | 1864-??-?? | – | 1866-12-31 |
| Kungl. Pontonjärbataljonen    | 1867-01-01 | – | 1892-12-31 |
| Kungl. Svea ingenjörbataljon  | 1893-01-01 | – | 1901-12-31 |
| Kungl. Svea ingenjörkår       | 1902-01-01 | – | 1957-06-30 |
| Kungl. Svea ingenjörregemente | 1957-07-01 | – | 1974-12-31 |
| Svea ingenjörregemente        | 1975-01-01 | – | 1994-06-30 |
| Svea ingenjörkår              | 1994-07-01 | – | 1997-12-31 |

| Ing 1 | 1914-10-01 | – | 1997-12-31 |

| Stockholms garnison/Marieberg (F) | 1855-??-?? | – | 1922-11-29 |
| Stockholms garnison/Frösunda (F)  | 1922-11-30 | – | 1970-06-30 |
| Laxön (Ö)                         | 1880-??-?? | – | 1985-??-?? |
| Vaxholms garnison (D)             | 1902-10-27 | – | 1939-09-30 |
| Almnäs garnison (F)               | 1970-07-01 | – | 1997-12-31 |
| Almnäs övnings- och skjutfält (Ö) | 1970-07-01 | – | 1997-12-31 |

## Galleri

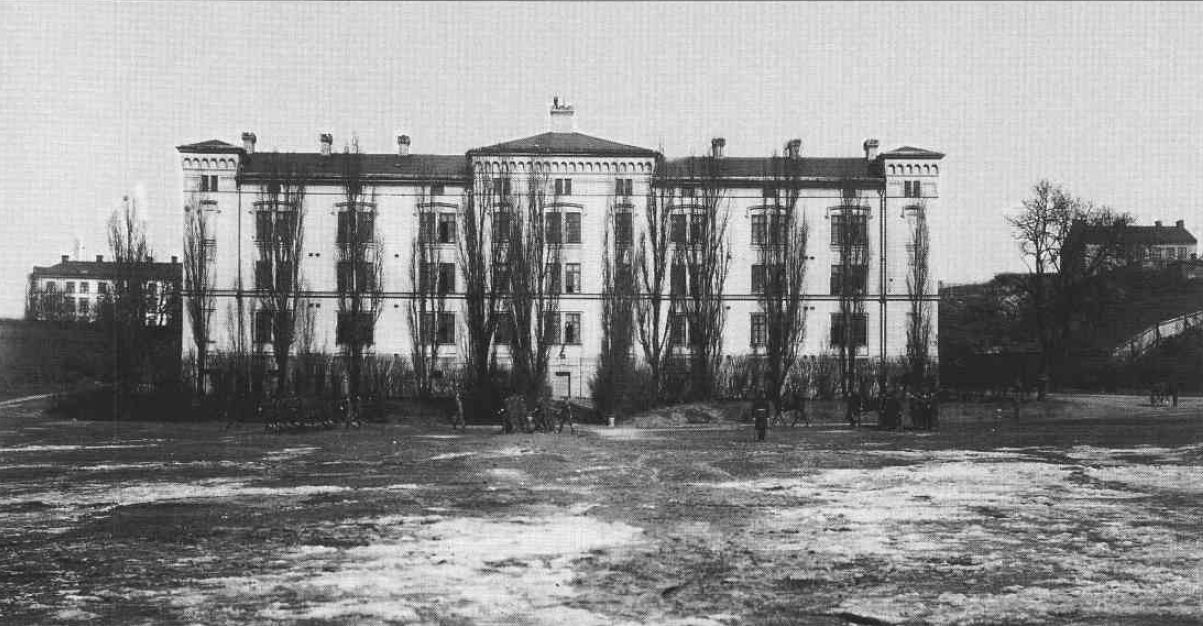
Pontonjärskasernen på Kungsholmen.
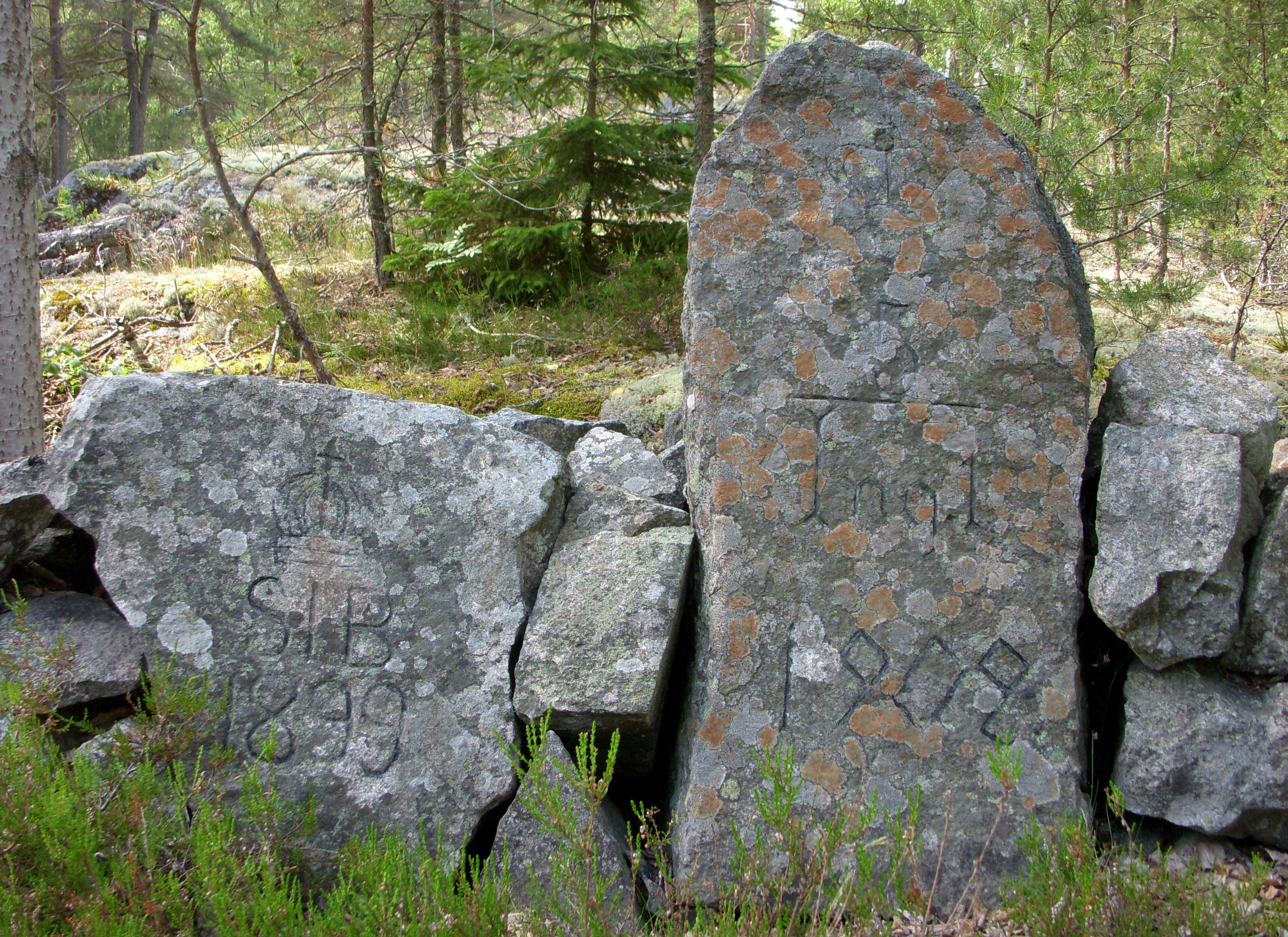
"SIB 1899" och "Ing 1 1902", minnessten vid vägen till Värmdölinjen.
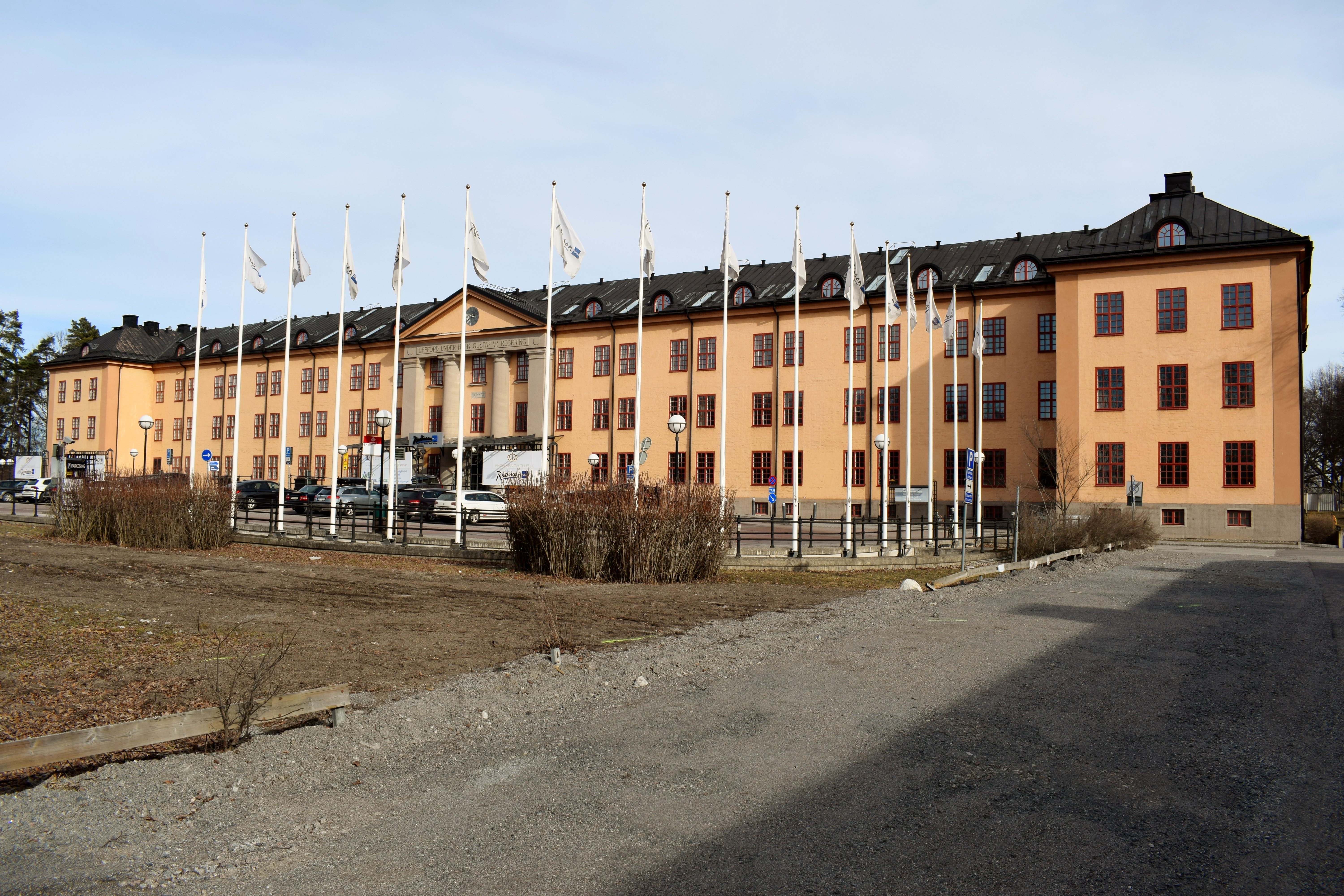
Huvudkasernen vid Frösundavik.
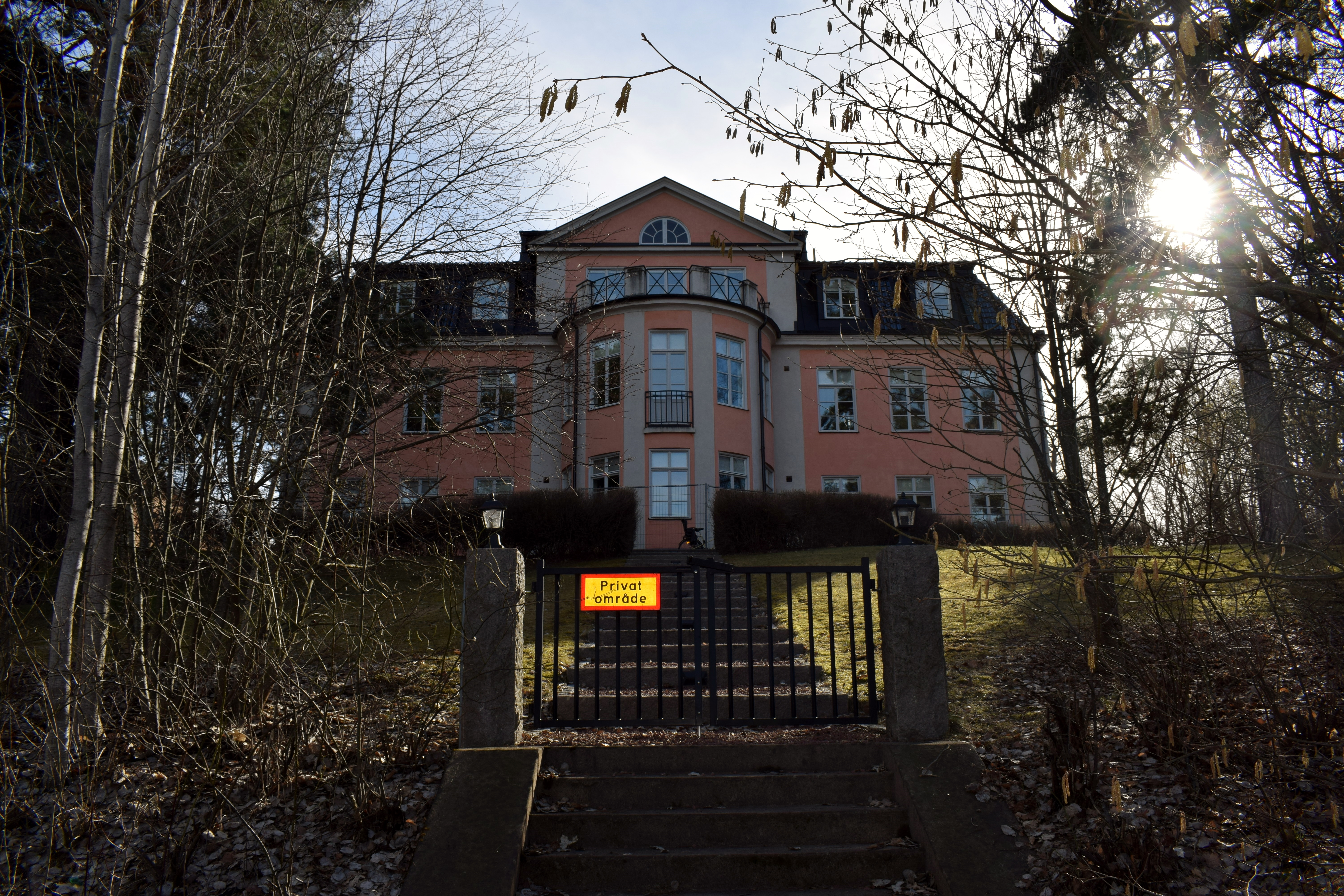
Regementsofficersmässen i Frösundavik
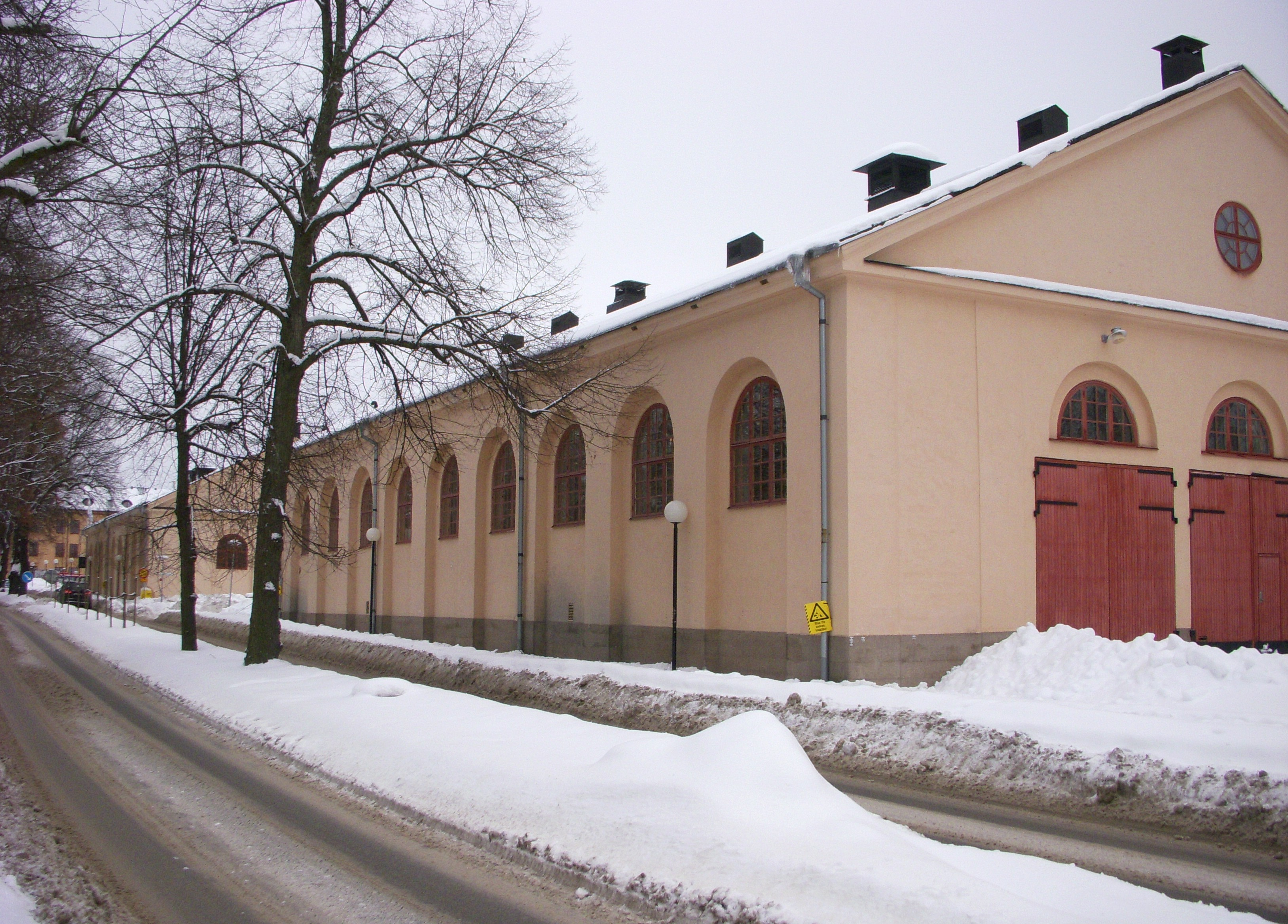
Gamla stallbyggnader vid Frösundavik.
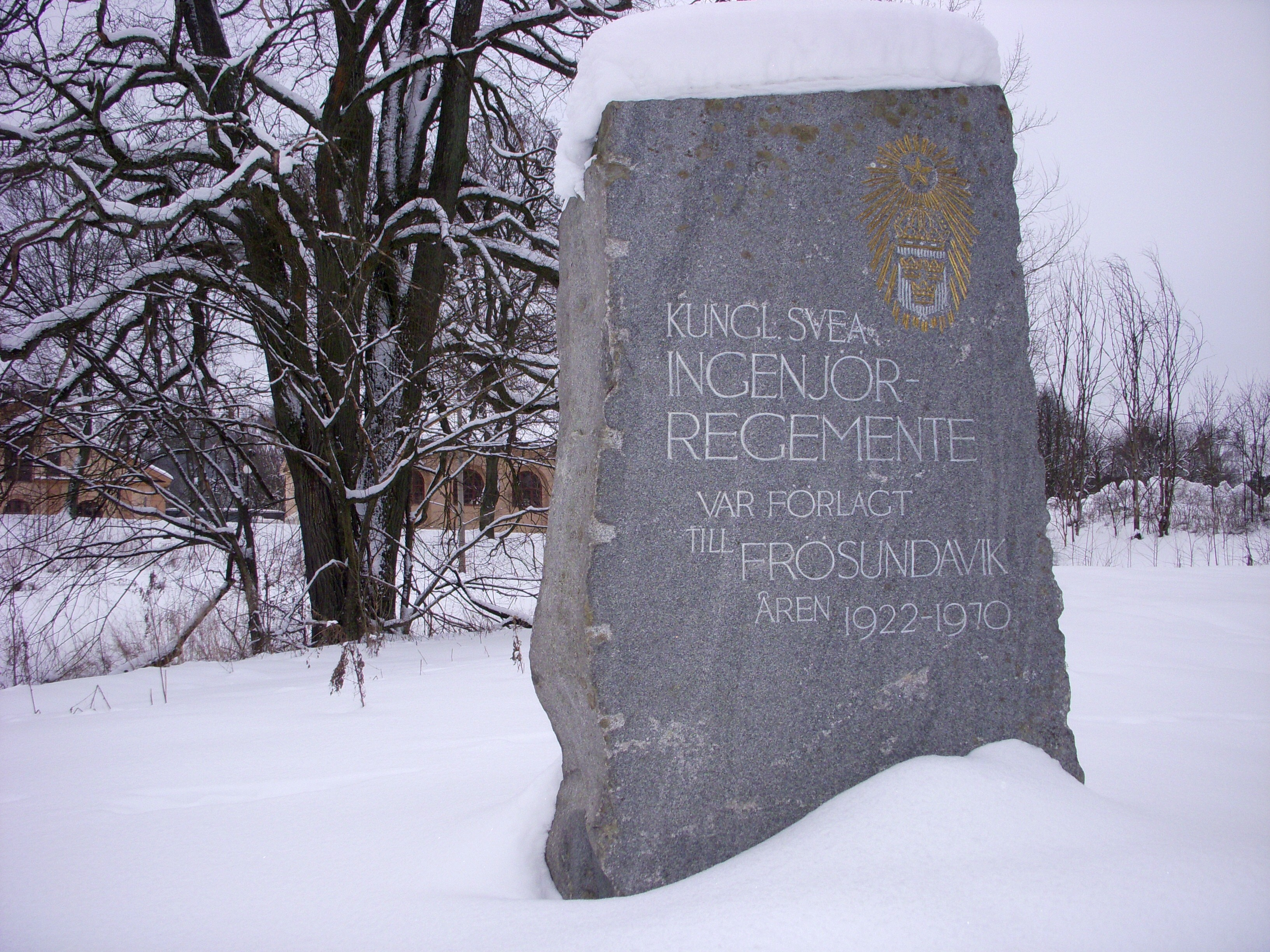
Minnessten i Frösundavik. Texten lyder: "Kungl. Svea ingenjörsregemente var förlagt till Frösundavik åren 1922–1970."
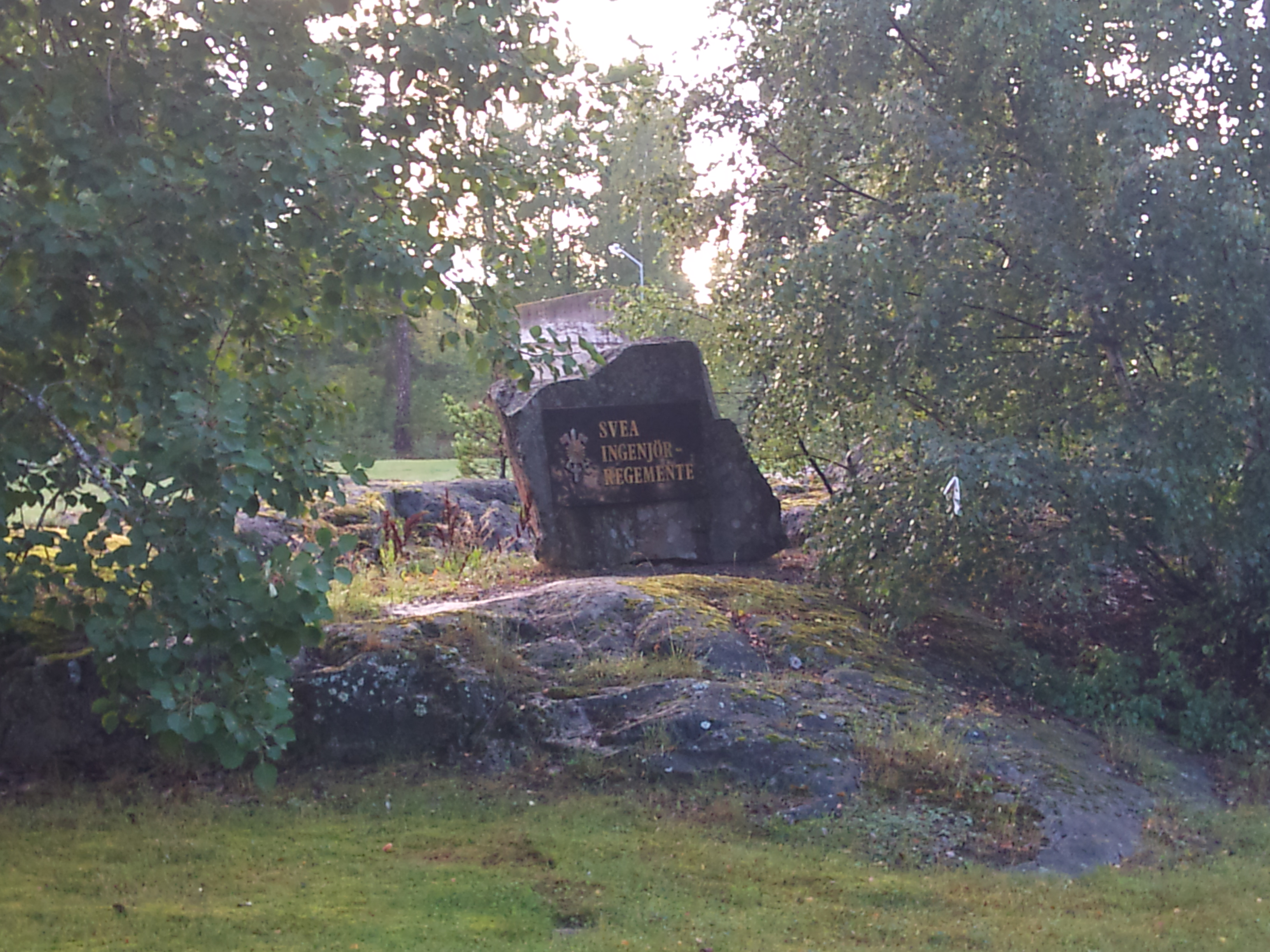
Minnessten över Svea ingenjörsregemente tid i Almnäs 1970–1997.
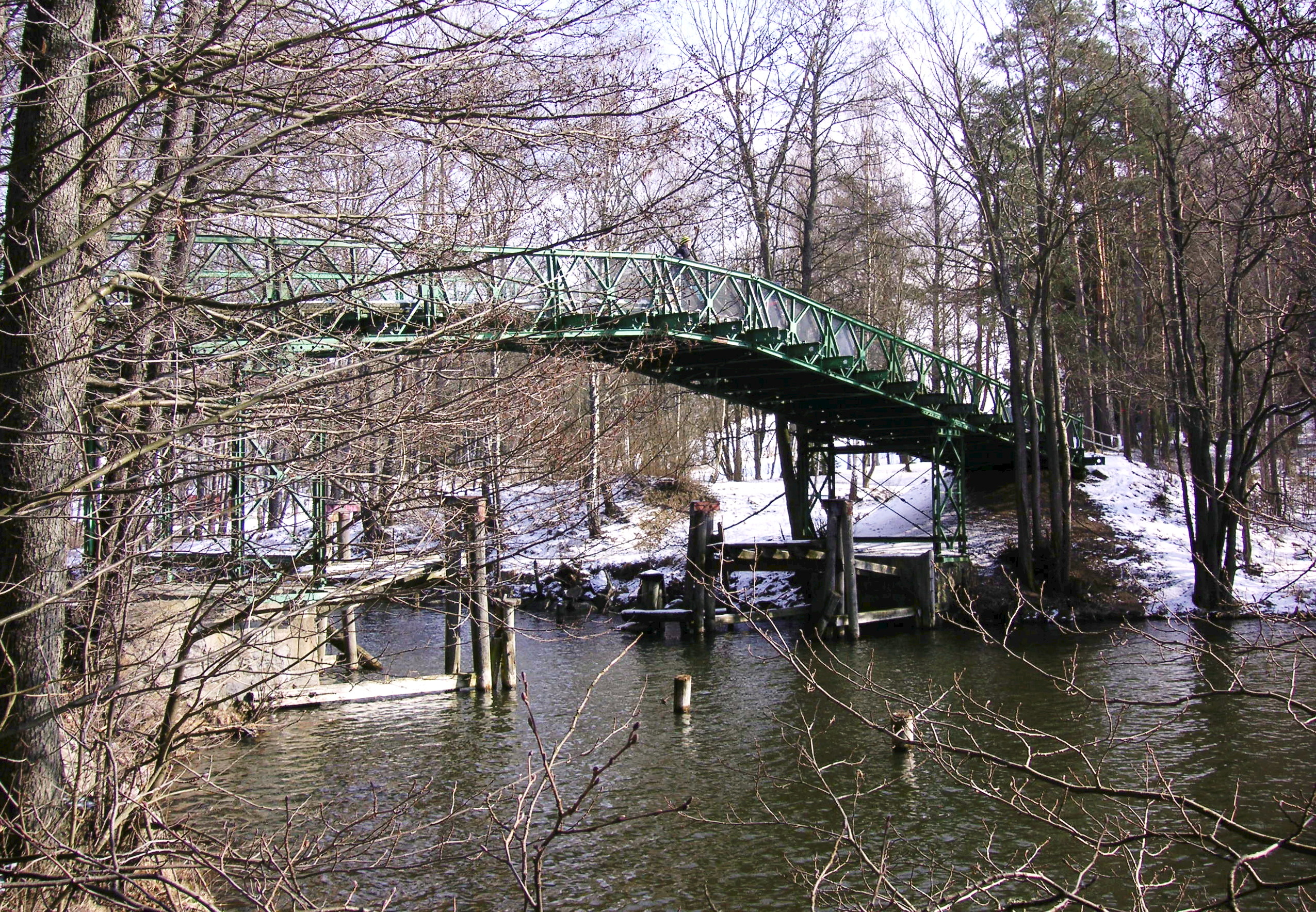
Gångbron över Flottsbrokanalen, byggd 1975 av 5:e Komp Ing I.
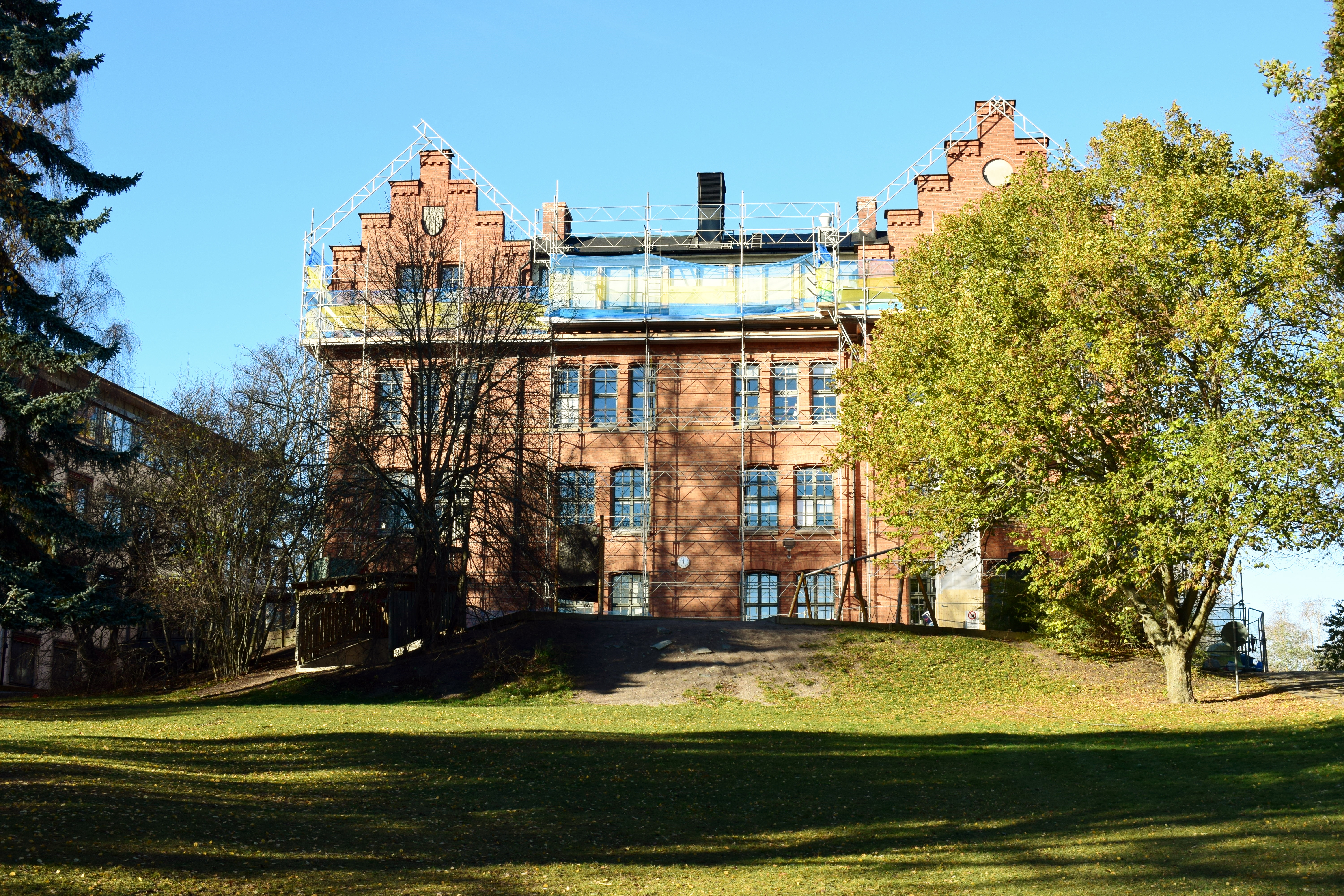
Fästningsingenjörkompaniet kasern i Vaxholm.
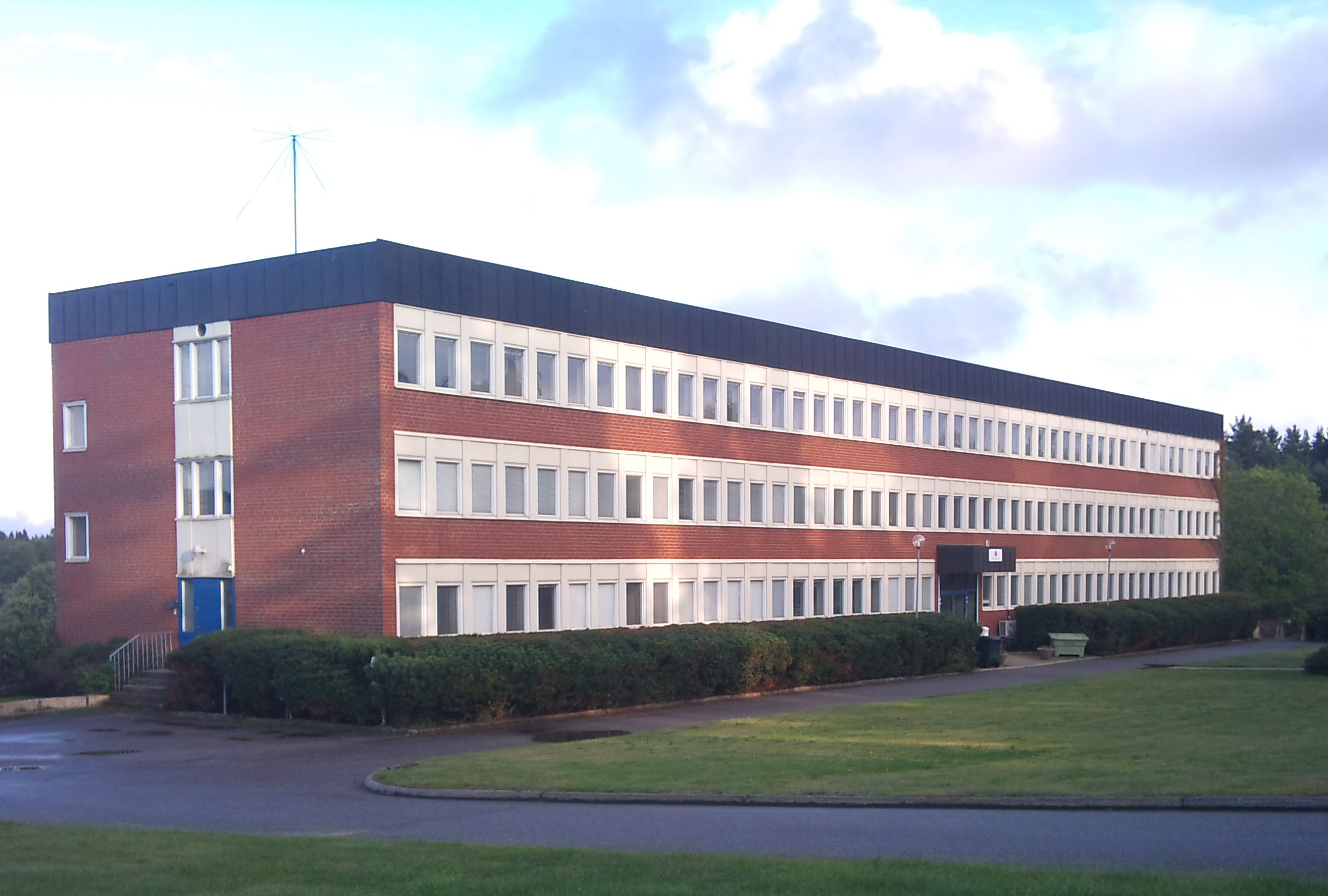
Kanslibyggnad i Almnäs.
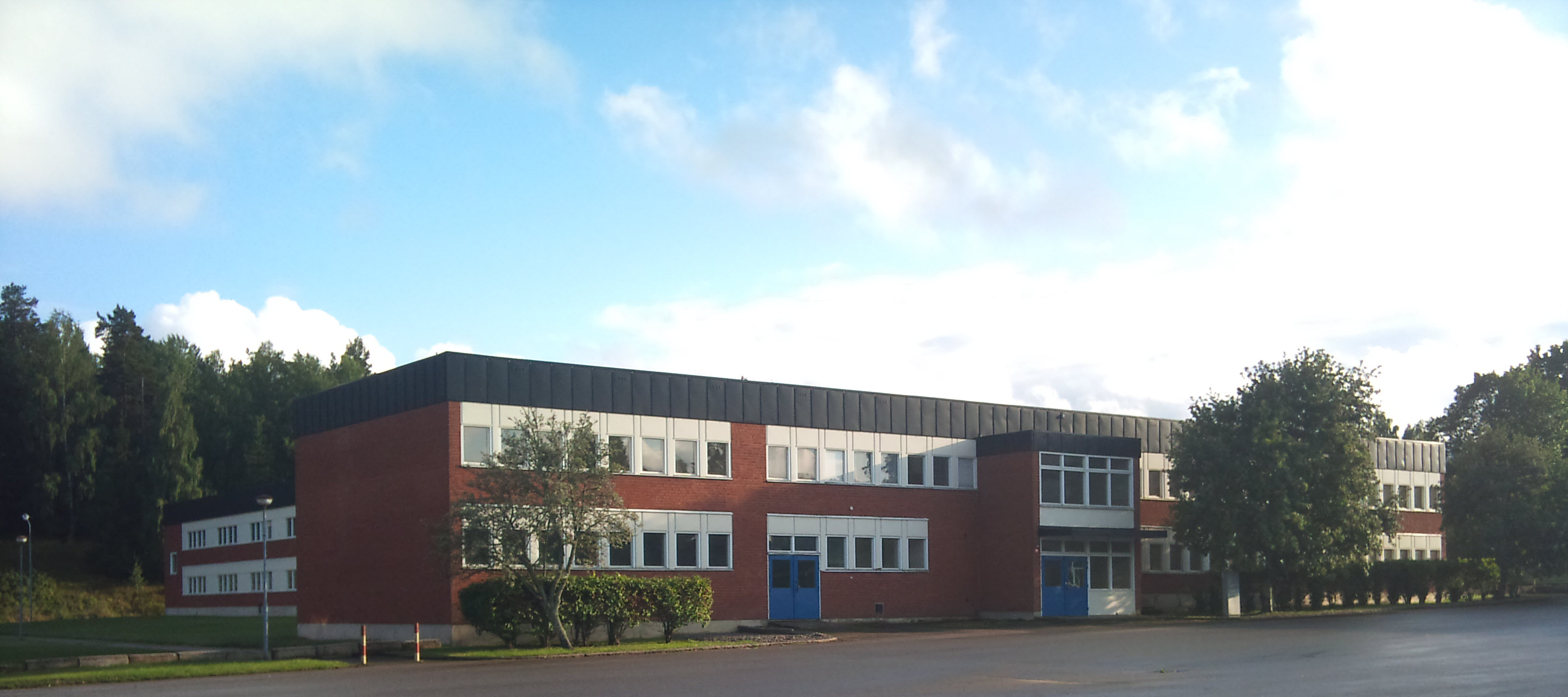
Kasernbyggnad i Almnäs.